# Lester Brain
Lester Joseph Brain (Forbers, Australia, 27 de febrero de 1903-Sídney, 30 de junio de 1980) fue un aviador pionero y ejecutivo de aviación australiano. Nacido en Nueva Gales del Sur, se entrenó con la Real Fuerza Aérea Australiana (RAAF) antes de unirse a Servicios aéreos de Queensland y los Territorios del Norte (Qantas) como piloto en 1924. Fue condecorado con la Cruz de la Fuerza Aérea en 1929 por haber localizado a los perdidos aviones Kookaburra en el norte de Australia. Después de haber llegado a Jefe de Pilotos de Qantas en 1930, fue nombrado Gerente de Operaciones de vuelo en 1938. Como miembro de la reserva de la RAAF, Brain coordinó el apoyo de su línea aérea para el ejército australiano durante la Segunda Guerra Mundial. Obtuvo la mención de un rey por sus esfuerzos de rescate durante un ataque aéreo en Broome, Australia Occidental en 1942, y fue ascendido a teniente coronel en 1944.
Al ver pocas posibilidades de ascenso en Qantas una vez que la guerra había terminado, Brain se unió a la incipiente compañía nacional de propiedad estatal Trans Australia Airlines (TAA) en junio de 1946. Nombrado por primera vez Gerente General, rápidamente lleva a la organización a la etapa en la que podría iniciar operaciones programadas a finales de año. En el momento en que dimitió en marzo de 1955, TAA se estableció firmemente como un medio del sistema de gobierno de la comunidad de dos aerolíneas. Después de su salida de TAA, Brain se convirtió en Director General de de Havilland Aircraft en Sídney, antes de unirse a la junta de East-West Airlines como consultor en enero de 1961. Nombrado Oficial de la Orden de Australia en enero de 1979, Lester Brain murió en junio del año siguiente, a la edad de setenta y siete años.

## Carrera antes de la guerra

### Primeros años
Nacido en Forbes, Nueva Gales del Sur el 27 de febrero de 1903, Lester Brain fue el segundo hijo del ingeniero de minas y director inglés, Austin Brain, y su esposa australiana, Katie. Originario de Gloucestershire, Austin había emigrado con sus padres y hermanos en 1885, pensando en la prospección de oro en los Estados Unidos antes de establecerse en Australia. A la edad de trece años, Lester era dueño de su propia motocicleta, comprada de segunda mano, su mal estado y la constante necesidad de reparar lo ayudó a convertirse en un mecánico eficiente a una edad temprana. Completó su educación en la Escuela de Gramática de Sídney, donde sobresalió en matemáticas, antes de ser contratado por la Sociedad de Banca Comercial de Sídney (CBC) en 1919.
La inclinación de Brain con las motos y cosas mecánicas inspiró a un piloto de elevación en la CBC a sugerir que se tomara en cuenta para la formación de pilotos en la recién creada Fuerza Aérea Australiana (RAAF). Fue uno de cinco estudiantes civiles nombrados por el Poder de Aviación Civil (CAB) del Departamento de Defensa para la entrada en el curso de formación RAAF en el vuelo inaugural, que comenzó en la Base de Point Cook, Victoria, en enero de 1923. El beneficio de estas propuestas desde una perspectiva militar fue que, aunque el destino de los estudiantes CAB seria ser aviadores civiles, también serían miembros de la reserva de la RAAF, conocida como la Fuerza Aérea de Fomento Ciudadano (CAF), y podrían por lo tanto ser llamados al servicio activo cuando sea necesario. Los asistentes de Brain eran los tenientes Joe Hewitt y Wackett Ellis de la Royal Australian Navy (RAN), y el teniente Frank Bladin del Ejército australiano, los cuales fueron destinados y posteriormente trasladados con carácter permanente para la RAAF.

### Qantas
Brain se graduó con honores de su clase después de haber participado en el curso de formación de un año de duración en la base de Point Cook, y fue comisionado debidamente en el CAF. Se trasladó a Queensland en abril de 1924, tomó un empleo como piloto con Servicios aéreos de Queensland y los Territorios del Norte (Qantas), y fue su primer aviador sin historial de guerra. El 7 de febrero de 1925, voló el primer servicio regular de pasajeros de Cloncurry a Camooweal, ampliando la distancia desde la fundación de la aerolínea a 580 millas (930 km) de rutas, la más larga era de Charleville a Cloncurry, 284 millas (457 km). Al año siguiente, realizó un curso de actualización en el Central Flying School, Base de Point Cook. En el campo de aviación McKinlay empapada por la lluvia, cerca de Cloncurry el 27 de febrero de 1927, se volcó por primera vez en Qantas mientras piloteaba un De Havilland DH.50 al intentar el despegue, aunque logró escapar sin lesiones. Hudson Fysh el fundador de Qantas lo reprendió por un "grave error de juicio", pero señaló su excelente récord de tres años como piloto. El avión fue reparado pronto y volvió a funcionar. Al mes siguiente, Brain se convirtió en Jefe Instructor de la Escuela de vuelo de Qantas en Brisbane. A mediados de 1928, se le dijo que tenía exceso de trabajo en la medida en que Fysh le ordenó tomar un respiro, en este "descanso", sin embargo participa en un viaje de 13 semanas a Inglaterra para estudiar la evolución de la aviación.

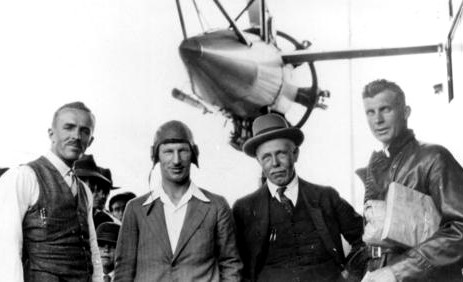
Brain (izquierda) con Charles Kingsford Smith (segundo por la izquierda) frente a la Southern Cloud, en 1930.

En abril de 1929, Brain fue seleccionado para participar en la búsqueda de pilotos perdidos en el norte de Australia, después de haber adquirido experiencia en el área mientras volaba sobre el Desierto de Tanami para asistir a una expedición de prospección de oro unos años antes. El 20 de abril, se llevó el Qantas DH.50 Atalanta desde Brisbane para ir con la RAAF Airco DH.9 bajo el mando del Teniente de Vuelo Charles Eaton en Tennant Creek, para buscar a Keith Anderson y Robert Hitchcock que viajaban en un Westland Widgeon por Kokaburra. La pareja había desaparecido mientras buscaba a Charles Kingsford Smith y Charles Ulm, que habían sido reportado como desaparecidos en un intento de récord de Sídney a Inglaterra volando en una Southern Cross. Brain se encontraba en Kookaburra al día siguiente del desierto de Tanami, aproximadamente a 130 kilómetros (81 millas) al este-sureste de Wave Hill. Vio un cuerpo debajo del ala, pero el terreno era demasiado peligroso para intentar un aterrizaje. Luego de eso Brain informó la posición de Kookaburra a Eaton, este último dirigió una expedición por tierra al sitio y encontraron enterrados los cuerpos de Anderson y Hitchcock, que habían sobrevivido evidentemente a un aterrizaje forzoso de su avión antes de sucumbir al calor y la sed. Gracias a su descubrimientos en Kookaburra y, poco después, el de dos aviadores británicos perdidos en Arnhem Land, Brain obtuvo la Cruz de la Fuerza Aérea del Reino Unido, el premio fue promulgada en la Gaceta de Londres el 31 de mayo:

Ministerio del Aire,
31 de Mayo de 1929.
El Rey se ha dignado a aprobar la concesión de la Cruz de la Fuerza Aérea al Sr. Leslie Joseph Brain, en reconocimiento a los distinguidos servicios prestados a la aviación por sus últimos vuelos en el territorio norte de Australia en busca de los aviadores desaparecidos.

La Gaceta después corrigió "Leslie"a "Lester". Con la saga de Kookaburra haciendo noticia en todo el país, Brain se había convertido en un héroe nacional, y Fysh declaró que la publicidad, tanto para el piloto como para la aerolínea "probablemente no podría haber sido comprada por dinero".

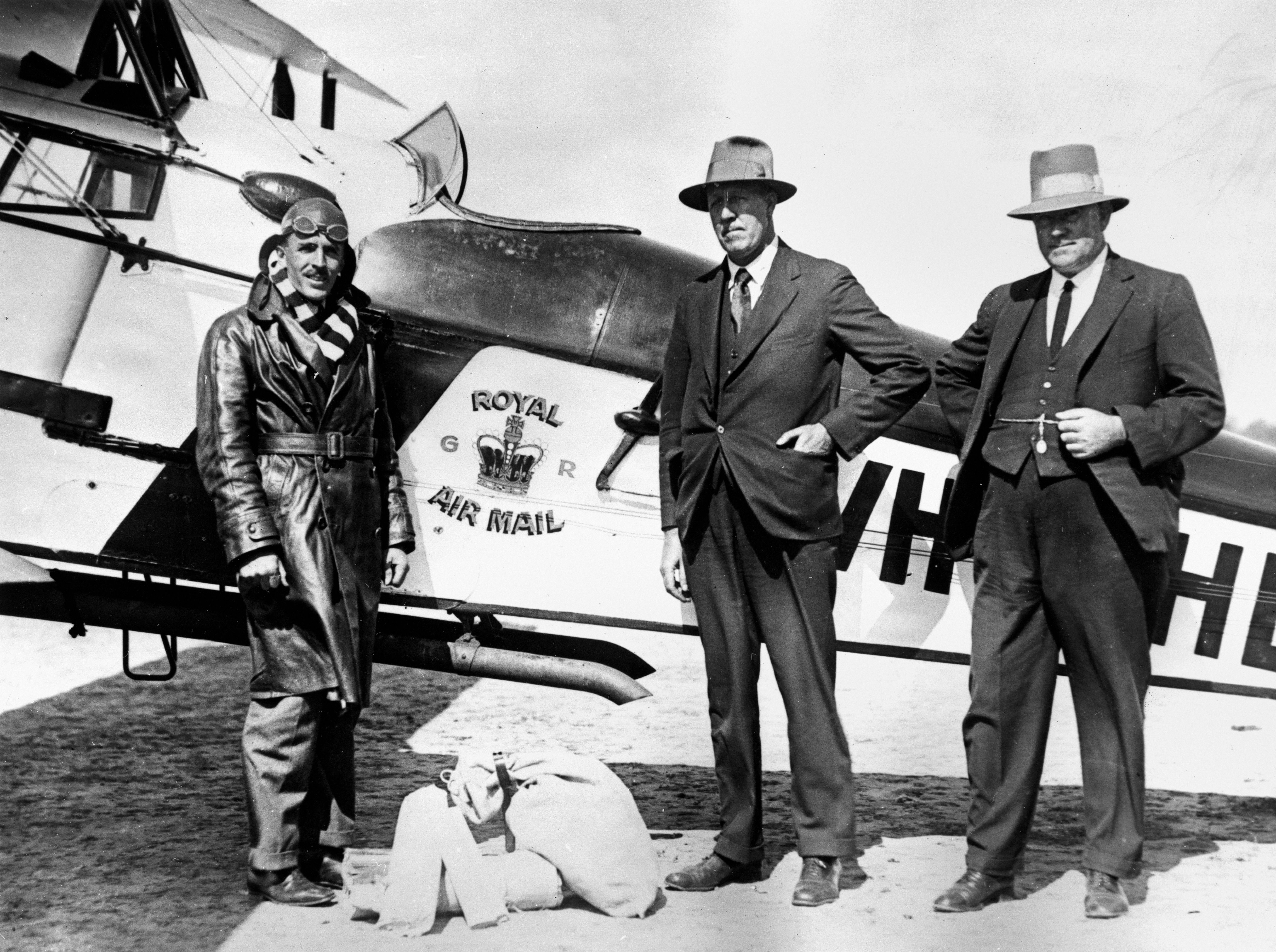
Brain presente con el Alcalde de Rockhampton, Queensland con su primera entrega de correo aéreo en 1935.

En 1930, Brain había sido nombrado Jefe de pilotos de Qantas. En junio de ese año, se le dio la responsabilidad de ventas y vuelos especiales, tales como demostraciones y visitas a la nueva sede de la aerolínea en Brisbane, y también actuó como piloto de reserva. Se casó con Constance (Consie) Brownhill en la Iglesia Católica Santos Inocentes en Croydon, Nueva Gales del Sur el 8 de julio, la pareja tuvo dos hijos y dos hijas. Brain desempeño un papel destacado en las operaciones de Qantas, ya que amplio su correo y las rutas de pasajeros a través de Australia y, como Qantas Empire Arways (QEA) en enero de 1934, en otras partes del mundo. En octubre de ese año, se fue a Gran Bretaña a aceptar la entrega del primer QEA de Havilland DH.86 Express, el mejor avión de cuatro motores en el mundo en ese momento. Ahora era Superintendente de vuelo y, habiendo acumulado 6.694 horas en el aire, comenzó a manifestar un interés más agudo en la "administración y parte ejecutiva de la aviación". Ascendido a Oficial del vuelo en el CAF el 1 de marzo de 1935, durante el próximo año se discutió con el Contralor General de Aviación Civil, Edgar Johnston, teniendo una reducción de salario para el trabajo en el departamento de Johnston, o posiblemente convertirse en Subcontralor General. Luego en 1938 Brain había sido nombrado Gerente de Operaciones en Vuelo QEA. En 1939, fue considerado para el cargo de Director General de Aviación Civil, pero le fue otorgado a AB Corbett.

## La Segunda Guerra Mundial

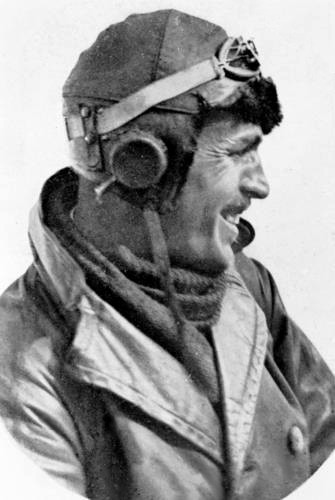
El perfil de Lester Brain (Sin fecha)

Tras el estallido de la Segunda Guerra Mundial, a Brain se le dio la tarea de coordinar el apoyo de Qantas para el ejército australiano, que llegó a ser conocido como el Servicio Mercante Aéreo de Qantas. El 23 de febrero de 1940, Fysh señaló que desde su creación en 1934, QEA había registrado seis millones de millas en el vuelo de aviones y aeroplanos sin sufrir lesiones los pasajeros o la tripulación. Él lo llamó "un disco que nunca ha sido igualado en ninguna parte del mundo ... Esto refleja el mayor crédito en la capitanía de Brain, que ha estado a cargo de las operaciones de vuelo durante este tiempo". En 1941, Brain se hizo cargo de transportar dieciocho PBY Catalinas de los Estados Unidos a Australia en nombre de la RAAF, que había comprado el avión. Brain y su tripulación partieron de San Diego, California el 25 de enero para hacer el primer vuelo, hemos examinado su ruta prevista en el viaje desde Australia. Viajaron a través de Honolulu, Isla Kanton, y de Numea, y llegaron a su destino después de una semana, incluyendo sesenta horas de vuelo. Fue solo el tercer vuelo tan directamente a Australia a través del Océano Pacífico.
En febrero de 1942, Brain estaba ejecutando la base de Qantas en Broome, en el norte de Australia Occidental, había asumido gran importancia como estación de paso para los evacuados de las Indias Orientales Neerlandesas, poseía un puerto adecuado para hidroaviones, así como un aeródromo que podría tomar bombarderos pesados. El aumento del tráfico de la Real Fuerza Aérea de los Países Bajos, Real Fuerza Aérea Australiana y Qantas a través de la base de Brain llevó a anticipar un ataque de las fuerzas japonesas, y esto ocurrió el 3 de marzo, cuando nueve cazas bombardearon Zero atacaron el puerto con cañones. Veinticuatro aviones fueron destruidos, y un estimado de setenta personas murieron. Brain, aunque sufría de fiebre, remó en el puerto con otro representante de la aerolínea rescataron a diez personas en el agua. Tras el alto al fuego, ordenó a un barco de vuelo de Qantas en buen estado a que fuera al Puerto Hedlan, en caso de nuevos ataques, también tomó parte en la búsqueda de supervivientes de un B-24 Liberator que había sido derribado por los invasores. Sus esfuerzos de rescate fueron reconocidos con elogio de un rey por "Conducta Valiente en los Aeródromos Civiles", promulgada en la Gaceta de la Commonwealth de Australia el 17 de junio de 1943. Al año siguiente, fue ascendido a Comandante de Ala temporal de la CAF.

## Carrera después de la guerra

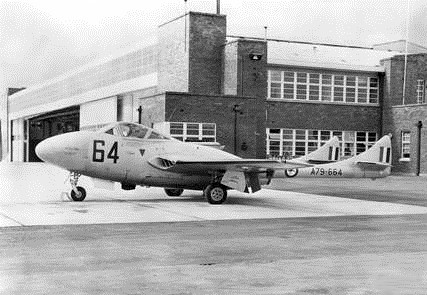
Un Vampire T-Mk-35 de la RAAF

### Trans Australia Airlines
Después de la guerra, Brain fue nombrado Asistente del Gerente General de Qantas. Fysh, sin embargo, era todavía de unos cincuenta años y parecía poco probable retirarse en el corto plazo. Al ver pocas posibilidades de un mayor avance del que tenía, Brain aprovechó la oportunidad para solicitar la posición de Gerente de Operaciones en Trans Australia Airlines (TAA), una nueva aerolínea nacional establecido por el Gobierno Federal del Trabajo y dirigida por la Comisión Australiana Nacional de Compañías Aéreas(CAAC ), que fue presidido por Arthur Coles. Qantas no podía igualar el salario de £ 2.250 que tendría con su cargo en TAA, y Brain informó a Fysh de su renuncia el 10 de abril de 1946. Luego de ello, la ACAC le nombró Gerente General del TAA, el 3 de junio, con un salario de £ 3.000 y el compromiso de aumentar esta cifra hasta unos £ 5,000 en el futuro.
Brain se movió rápidamente como ejecutivo intentando sobresalir sobre sus competidores, la formación y el personal de mantenimiento de Qantas, Ansett y la RAAF, así como excedentes Douglas DC-3 de transporte bimotores competidor de la RAAF y TAA, Australia National Airways (ANA). Él planeó que los primeros vuelos regulares operaran en octubre, casi al mismo tiempo que la entrega de cuatro DC-4 Skymaster de cuatro motores que aumentaría el DC-3 de la flota, lo que le daba a la aerolínea una ventaja significativa sobre ANA. El evento, el primer vuelo de TAA, desde Melbourne a Sídney, tuvo lugar el 9 de septiembre bajo la presión del gobierno, dispuestos a garantizar la publicidad favorable para su nueva empresa antes de la elección federal a finales del mes. Brain, sin embargo instruyó a sus pilotos a que "los horarios son importantes, pero la seguridad es lo más importante", se convirtió en uno de los eslóganes publicitarios de los principios de TAA. En octubre, escribió al Departamento de Aviación Civil para expresar su preocupación por la lista cada vez mayor de miembros del gobierno que iban a recibir un trato preferencial cuando sea necesario a expensas de los miembros del público, en efecto, discutiendo con su dueño (el gobierno) en nombre de los viajeros todos los días.
El 1 de julio de 1947, Brain fue dado de alta de la CAF con el rango de teniente coronel. En agosto de 1949, TAA había llevado a su pasajero número un millón. Aunque se alabó por su contribución al incremento del tráfico civil en Australia, la aerolínea estaba perdiendo dinero, generando críticas en los medios de comunicación y los círculos políticos decían que se trataba de una organización ineficiente sostenido por los contribuyentes. Brain sostuvo que su desempeño financiero negativo en sus primeros años fue un subproducto necesario de la rápida expansión para establecerse como una fuerza significativa en el mercado. En junio de 1950, fue capaz de informar por primera vez de sus ganancias. Esto, más la opinión popular en favor de TAA, ayudó a asegurar la supervivencia de la compañía como una empresa pública a raíz de la pérdida del gobierno laborista de Partido conservador Liberal de Robert Menzies en las elecciones federales del año anterior, aunque Coles fue sustituido como Presidente del ACAC por Norman Watt. En 1951, el nuevo gobierno había promulgado la política de un sistema de dos líneas aéreas que la competencia había consagrado entre el operador nacional de la Commonwealth y patrocinado por una gran compañía de propiedad privada.

### La vida y el legado
Brain presentó su renuncia al TAA el 3 de febrero de 1955, el 17 de marzo se convirtió en Director General de Havilland Aircraft en Sídney (ahora Hawker de Havilland, parte de Boeing Australia). Aunque su salida fue una sorpresa para la ACAC, Brain desde hace algún tiempo se sentía encadenado por tener que trabajar en TAA sobre una base comercial bajo el control de una burocracia gubernamental y con una remuneración de servidor público. Los aumentos de sueldo que esperaba habían sido menores a lo anticipado bajo los términos de su relación laboral. El gobierno sin embargo, temía que, habiendo renunciado, Brain podría de entablar una demanda por el pago de retroactivos, aunque aseguró a Watt que esa no era su intención. Sin embargo, en noviembre recibió un pago de gracia que el Gabinete aprobó de un total de £6250, en reconocimiento a su "largo y distinguido servicio a la aviación civil en Australia".
Durante el mandato de Brain en De Havilland, la compañía fabricó sesenta y nueve Vampiros jet T35 en su fábrica de Bankstown para entregarlos a la RAAF, así como varios Sea Venom para la RAN. Dejando de Havilland cuando se fusionó con Hawker Siddeley en 1960, abandonó el trabajo a tiempo completo y se unió a la junta de East-West Airlines como consultor en enero de 1961. En agosto de 1964, comenzó las negociaciones con el gobierno federal en nombre de la Internacional de paquetes Express Company (ahora de peaje IPEC), que estaba tratando de entrar en el negocio de carga aérea en Australia con la compra de cinco DC-4 Skymasters, pero el gobierno rechazó la propuesta ese mismo año. Junto con Arthur Coles, Brain fue invitado a la inauguración de la nueva sede de TAA en Franklin Street, Melbourne en noviembre de 1965. En 1978, se reunió con el aventurero Dick Smith, quien estaba a punto de lanzar una expedición para recuperar el Kookaburra del desierto Tanami. Smith ha querido saber cómo llegar desde que él que había encontrado el avión desaparecido en 1929, a pesar de recibir recomendaciones, en contra de tomar la palabra de alguien de "gorra y gafas". Se redescubrió el Kookaburra en agosto de ese año "exactamente donde Lester cerebro había dicho ... Lester fue contento por completo cuando volvió y le dijo que había encontrado el Kookaburra gracias a su dirección y lo agradecida que estaba de que, a pesar de todas las demás sugerencias, había seguido el consejo de Lester".

Brain había declinado la oferta de caballero en la década de 1960, pero aceptó el nombramiento como Oficial de la Orden de Australia el 26 de enero de 1979. Cuando se le preguntó al final de su vida, por qué había logrado tanto, pero no fue tan conocido como otros pioneros de la aviación, él respondió: "Porque siempre he sido muy cuidadoso y no he querido matarme". Después de haber sufrido de cáncer durante varios años, Lester Brain murió en Sídney el 30 de junio de 1980. En noviembre de 2008, Qantas anunció que uno de sus nuevos Airbus A380 sería llamado Lester Brain.